# Hyperoliidae
Hyperoliidae је породица жаба која се сатоји од 17 родова и преко 200 врста. Распрострањењем су ограничене на подсахарску Африку, Мадагаскар и још неколико острва. Један род Heterixalus је ендемски за Мадагаскар, док се други, Tachycnemis, налази се само на Сејшелским острвима.
Већина врста живи на дрвећу или жбуњу, а има и терестичних врста. Пуноглавци обично настањују мирне, стајаће воде или споропокретне делове потока. Кожа многих врста је светло обојена и врло упадљива.

## Величина
Од 12 до 110 мм

## Станиште
Већина врста живи на дрвећу или жбуњу, а има и терестичних врста као што су неке врсте рода Кассина које се крећу ходањем или трчањем, а не скакањем. Пуноглавци обично настањују мирне, стајаће воде или споропокретне делове потока. 
Као и већина жаба, окупљају се на местима за парење током кишне сезоне. Места за парење су одабрана на основу вегетације тако да се различите врсте могу груписати у фауне/еснафе повезане са вегетацијом. Постоје 3 основне врсте еснафа: савански, високо шумски и жбунски.

## Распрострањеност
Насељавају подсахарску Африку, осим централног и западног дела Јужноафричке републике и сувг дела Намбије. Род Хетериxалус је ендемски за Мадагаскар, а род Тацхyцнемис је ендем Сејшелских острва

## Систематика и конзервациони статус
- Потпородице Hyperoliinae – 12 родова:[3]
  - Род Acanthixalus
  - Род Afrixalus
  - Род Alexteroon
  - Род Arlequinus
  - Род Callixalus
  - Род Chlorolius
  - Род Chrysobatrachus
  - Род Cryptothylax
  - Род Heterixalus
  - Род Hyperolius
  - Род Kassinula
  - Род Nesionixalus
- Потпородица Kassininae – 5 родова
  - Род Kassina
  - Род Opisthothylax
  - Род Phlyctimantis
  - Род Semnodactylus
  - Род Tornierella
- Потпородица Leptopelinae – 1 род 
  - Род Leptopelis
- Потпородица Tachycneminae – 1 род 
  - Род Tachycnemis

Угрожене су оне врсте које живе на угроженим стаништима, попут 10 ендемских врста у источним шумама Танзаније. Жабе у шумама Етиопије су такође угрожене а оне у Јужноафричкој републици имају ограничену дистрибуцију.